# Liste der Naturdenkmale in Linz am Rhein
Die Liste der Naturdenkmale in Linz am Rhein nennt die im Gemeindegebiet von Linz am Rhein ausgewiesenen Naturdenkmale (Stand 9. Oktober 2013).

## Naturdenkmale
| Nr.         | Bezeichnung                                           | Lage                                          | Beschreibung                                                                | Bild                                    |
| ----------- | ----------------------------------------------------- | --------------------------------------------- | --------------------------------------------------------------------------- | --------------------------------------- |
| ND-7138-403 | Hirschzungenfarn in der Schlucht in der Verschönerung | östlich der Stadt; Abteilung Im Hangasch Lage | Bestand von Asplenium scolopendrium; flächenhaftes Naturdenkmal, ca. 1,1 ha | Direkt Bild zu diesem Denkmal hochladen |
| ND-7138-404 | Baumgruppe am Buttermarkt                             | Buttermarkt, voer Nr. 4 Lage                  | Tilia sp., zwei Bäume                                                       | Fotos hochladen                         |
| ND-7138-405 | Platane                                               | Linzhausenstraße, bei Nr. 8 Lage              | Platanus sp.                                                                | Direkt Bild zu diesem Denkmal hochladen |